# Antonín Kříž
Antonín Kříž (nascido em 29 de outubro de 1943) é um ex-ciclista olímpico tchecoslovaco. Representou sua nação nos Jogos Olímpicos de Verão de 1964, na prova de perseguição por equipes.